# 北桑寄生
北桑寄生（学名：Loranthus tanakae）为桑寄生科桑寄生属下的一个种。